# Площадь Лессепса
Лессепс — площадь в Барселоне, расположенная на границе между районами Sarrià-Sant Gervasi и Грасиа (Gràcia). Площадь является оживлённым местом и началом для многих барселонских улиц (Travessera de Dalt, Avinguda del Príncep d’Astúries, Avinguda de Vallcarca и др.).
Площадь названа в 1895 г. в честь виконта де Лессепса — французского дипломата, инженера, автора проекта и руководителя строительства Суэцкого канала. Лессепс в 1842 году выступил против приказа генерала Бальдомеро Эспартеро и капитан-генерала Хуана Ван Халена по бомбардировке города. Прежде эта территория была известна как Josepets (название долгое время сохранялось в обиходе, но постепенно вышло из употребления).
В 2006 году на площади открыта библиотека Жуана Фусте (Joan Fuster). Действует католическая церковь (Parròquia de la Verge de Gràcia i Sant Josep).
Через площадь проходит много автобусных маршрутов, рядом расположена одноимённая станция метро. В начале XXI эта территория была реорганизована с целью ослабить интенсивное движение транспорта и сделать её более комфортной для пешеходов.